# Бухолово (Город Владимир)

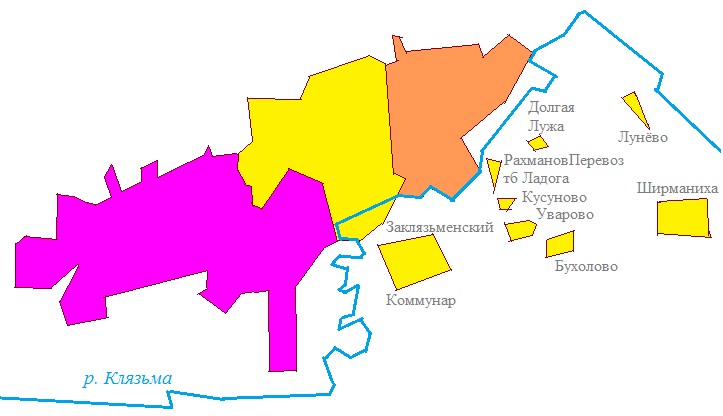
Бухолово (Город Владимир) на карте города Владимира с районами
Ленинский
Октябрьский
Фрунзенский

Бухолово — деревня во Владимирской области России, входит в состав муниципального образования город Владимир.

## География
Деревня расположена в 13 км на юго-восток от города Владимира. Вокруг деревни расположены садоводства «Бухолово», «Автомобилист», «Вишенка-1», «Реставратор-1».   

## История
В конце XIX — начале XX века деревня входила в состав Погребищенской волости Владимирского уезда, с 1926 года — во Владимирской волости. В 1859 году в деревне числилось 5 дворов, в 1905 году — 17 дворов, в 1926 году — 23 хозяйств.
С 1929 года деревня входила с состав Злобинского сельсовета Владимирского района, с 1965 года — в составе Пригородного сельсовета Суздальского района. В 2005 году деревня вошла в состав муниципального образования город Владимир.

## Население
| 1859 | 1905 | 1926 |
| ---- | ---- | ---- |
| 59   | 126  | 116  |

| 1859 | 1905 | 1926 | 2002 | 2010 | 2021 |
| ---- | ---- | ---- | ---- | ---- | ---- |
| 59   | ↗126 | ↘116 | ↘2   | ↘1   | ↗7   |